# Elliott Jaques
Elliott Jaques (Toronto, 18 de janeiro de 1917 — Gloucester, Massachusetts, 8 de março de 2003) foi um médico canadense/estadunidense que dedicou sua vida ao estudo das relações organizacionais e formas de torná-las mais harmônicas, efetivas, justas e produtivas.

## Carreira
Trabalhou como parte do corpo de recrutamento de oficiais na Segunda Guerra Mundial, na Inglaterra. Depois, se engajou no estudo da psicanálise, ao lado de Melanie Klein. 
Trabalhou no Tavistock Institute, por ele fundado em 1946, e no Brunel Institute. Nesse último, entidade do governo britânico, engajou-se num estudo na companhia Glacier de Metais, onde mais tarde fez a grande descoberta de sua vida, o Intervalo Temporal de Discernimento (TSD - Time Span of Discretion), uma forma de medir a complexidade de uma tarefa e a forma percebida como justa de remunerá-la. Descobriu ainda um conjunto de autoridades mínimas necessárias à manutenção de uma estrutura de responsabilidades claras tanto nas relações gerente-subordinado como nas relações laterais dentro do ambiente de trabalho. 
Mais tarde seus estudos revelaram a existência de descontinuidades constantes na percepção da autoridade dentro das empresas, no tocante o Intervalo Temporal de Discernimento, o que culminou anos mais tarde com a descoberta de níveis de cognição diferenciada nos extratos de hierarquia de uma organização. Tal descoberta abriu caminho para a resposta a quantos níveis hierárquicos verticais uma empresa necessita ter para atender a seu objetivo estratégico.
Em 1965, fundou o Bioss (Brunel Institute of Social Studies), de onde conduziu pesquisas e trabalhos de consultoria para os setores publico e privado. Destaca-se o trabalho junto ao Pentágono, em apoio ao Exército e ao Corpo de Fuzileiros Navais, que lhe rendeu um Joint Staff Certificate of Appreciation entregue pelo General Colin Powell. Suas pesquisas o levaram a participar de vários estudos de grande envergadura ao redor do mundo, incluindo organizações do governo britânico, exército estadunidense, companhias mineradoras australianas e petroleiras argentinas.
Nos últimos anos de sua vida denominou o conjunto de suas percepções de teoria da requisite organization -- título de um de seus últimos livros. Tal termo gerou ainda dificuldades para ser traduzido em línguas latinas pois "requisite" significa "aquilo que é necessário pela natureza das coisas". Assim, uma boa tradução do termo viria a ser "Organização Essencial" ou também "Organização Natural". 
Morreu em 2003, deixando vasto legado bibliográfico e importantes descobertas nos campos da gestão administrativa e da psicologia cognitiva.
Depois de sua morte, um grupo de seguidores fundou a Global Design Society, que congrega usuários e consultores na metodologia por ele desenvolvida.

## Obras
- Requisite Organization - 2006 - Cason Hall - ISBN 1-886436-04-5
- Human Capability - 1994 - (with Kathryn Cason) - Cason Hall - ISBN 0-9621070-7-7
- The Life and Behaviour of Living Organisms - A general Theory - 2002 - Praeger Publishers - ISBN 0-275-97501-0
- A General Theory of Bureaucracy  - 1976 - Ashgate Publishing Co. - ISBN 0-7512-0218-5